# Karpathia
Karpathia est le premier roman de Mathias Menegoz, paru en septembre 2014 aux éditions P.O.L et ayant reçu le prix Interallié la même année.

## Résumé
En 1833, dans l'empire d'Autriche, le comte Alexander Korvanyi et sa compagne, la princesse autrichienne Cara von Amprecht, s'installent en Transylvanie, région féodale et misérable où différentes communautés cohabitent tant bien que mal (valaches, magyars, saxons, tziganes) jusqu'à la révolte des serfs et à plusieurs crimes sordides,,…

## Éditions
- Karpathia, éditions P.O.L, 2014  (ISBN 978-2-8180-2076-0).